# Бодунов, Иван Васильевич
Иван Васильевич Бодунов (30 марта 1900 — 26 февраля 1975) — заместитель начальника ГУ РКМ, комиссар милиции 3-го ранга. Основной прототип главного героя фильма «Мой друг Иван Лапшин».

## Биография
Начал службу в милиции с рядового сотрудника в уголовном розыске в Ленинграде в 1920-е. В 1921 под видом уголовника был внедрён в преступную среду, что позволило разгромить банду Ивана Белки, на счету которой были десятки убийств и ранений, сотни краж, разбоев, грабежей, а также угоны автомобилей. Через два года участвовал в поимке знаменитого бандита Лёньки Пантелеева, чуть позже — банды «Чёрный ворон». В 1930-е руководитель легендарной 7-й бригады уголовного розыска, работал в МУРе. «Старейший и лучший оперативный работник, имеющий блестящие боевые заслуги в деле борьбы с бандитизмом», написано в характеристике, член ВКП(б) c 1939. В 1940 разоблачил обманом добившегося Золотой Звезды В. П. Голубенко. Начальник отдела уголовного розыска (1942—1943), начальник оперативного отдела (1943—1944), заместитель начальника Главного управления милиции НКВД-МВД СССР с 1944. В 1948 в качестве заместителя начальника республиканской милиции БССР вёл следствие по убийству С. М. Михоэлса под непосредственным руководством начальника республиканской милиции С. Д. Красненко.

### Звания
- капитан милиции (5 августа 1936);
- капитан государственной безопасности;
- майор милиции (16 октября 1942);
- комиссар милиции 3-го ранга (15 апреля 1943).

### Награды
- орден Ленина (21 февраля 1945);
- два ордена Красного Знамени (5 августа 1936, 3 ноября 1944);
- орден Отечественной войны 1-й степени (18 августа 1945);
- орден Красной Звезды (30 сентября 1943);
- медаль «XXX лет Советской армии и флота» (1948);
- два знака «Почётный сотрудник государственной безопасности»;
- знак «Почётный работник рабоче-крестьянской милиции».